# Supercopa espanyola d'hoquei sobre patins en línia masculina
La Supercopa espanyola d'hoquei sobre patins en línia masculina (en castellà: Supercopa de España de hockey línea) és una competició esportiva de clubs espanyols d'hoquei sobre patins en hoquei línia, creada la temporada 2018-19. De caràcter anual, està organitzada per la Real Federació Espanyola de Patinatge i se celebra al principi de la temporada. Des de la temporada 2021-22, hi participen quatre equips, el campió de la Lliga Élite i de la Copa del Rei de la temporada anterior, o subcampió en el cas de ser el mateix equip, el subcampió de Lliga i l'equip organitzador de la competició. Es disputa en format de final a quatre on l'equip vencedor queda proclamat campió de la Supercopa.

## Historial
|            | Campió de la Lliga Élite  |
|            | Campió de la Copa del Rei |
| En negreta | Equip guanyador           |
| (1)        | Nombre de títols          |
| (prò.)     | Pròrroga / Gol d'or       |
| (p.)       | Penals                    |

| Edició | Temp.   | Data       | Campió                                                 | Resultat                                               | Subcampió                                              | Seu                                                    | refs  |
| ------ | ------- | ---------- | ------------------------------------------------------ | ------------------------------------------------------ | ------------------------------------------------------ | ------------------------------------------------------ | ----- |
| I      | 2018-19 | 29-09-2018 | CPL Valladolid (1)                                     | 6-5 (prò.)                                             | Espanya HC                                             | Zorrotzako Kiroldegia, Bilbao                          | [ 1 ] |
| II     | 2019-20 | 28-09-2019 | CPL Valladolid (2)                                     | 4-2                                                    | Espanya HC                                             | Poliesportiu de Canterac, Valladolid                   | [ 2 ] |
| III    | 2020-21 | 20-09-2020 | Edició suspesa pel risc públic de contagi del COVID-19 | Edició suspesa pel risc públic de contagi del COVID-19 | Edició suspesa pel risc públic de contagi del COVID-19 | Edició suspesa pel risc públic de contagi del COVID-19 | [ 3 ] |
| IV     | 2021-22 | 26-09-2021 | Caja Rural CPLV (3)                                    | 3-2                                                    | Tres Cantos PC                                         | Centre de Patinatge Las Rozas de Madrid                | [ 4 ] |
| V      | 2022-23 | 4-09-2022  | Club Molina Sport (1)                                  | 3-2                                                    | Caja Rural CPLV                                        | Poliesportiu García San Román, Las Palmas              | [ 5 ] |
| VI     | 2023-24 | 10-09-2023 | Club Molina Sport (2)                                  | 4-2                                                    | Caja Rural CPLV                                        | Poliesportiu Francesc Calvo, Rubí                      | [ 6 ] |

## Palmarès
| Equip                             | Campió | Subcampió | Finals | Anys campió               | Anys subcampió   |
| --------------------------------- | ------ | --------- | ------ | ------------------------- | ---------------- |
| Club Patinaje en Línea Valladolid | 3      | 2         | 5      | 2018-19, 2019-20, 2021-22 | 2022-23, 2023-24 |
| Club Molina Sport ACEGC           | 2      | 0         | 1      | 2022-23, 2023-24          | —                |
| Espanya Hoquei Club               | 0      | 2         | 2      | —                         | 2018-19, 2019-20 |
| Tres Cantos Patín Club            | 0      | 1         | 1      | —                         | 2021-22          |